# JK Narva Trans
JK Narva Trans je estonski nogometni klub iz Narve. Klub je osnovan 1979. godine. Trenutačno igra u Meistriliigi, najvišem rangu nogometnih natjecanja u Estoniji. Svoje domaće utakmice igraju na stadionu Narva Kreenholmi koji prima oko 1.065 gledatelja.
JK Narva Trans je u dva navrata osvojila Estonski nogometni kup, a dva puta su osvajali superkup. Igrali su u svim UEFA-inim natjecanjima osim u Ligi prvaka.

## Uspjesi
Estonski kup (3)
2000./01., 2018./19., 2022./23.
Estonski superkup (2)
2007. i 2008.

## Vanjske poveznice
- Službene stranice (na estonskom, ruskom i engleskom)